# Gernsheim
Pour les articles homonymes, voir Gernsheim (homonymie).
Gernsheim est une municipalité allemande située dans le land de la Hesse et l'arrondissement de Groß-Gerau.

## Transport
- Le bac de Gernsheim permet de traverser le Rhin, vers les communes d'Eich et de Hamm am Rhein sur la rive gauche.